# Myrosmodes rostratum
Myrosmodes rostratum är en orkidéart som först beskrevs av Heinrich Gustav Reichenbach, och fick sitt nu gällande namn av Leslie Andrew Garay. Myrosmodes rostratum ingår i släktet Myrosmodes och familjen orkidéer. Inga underarter finns listade i Catalogue of Life.